# Polskie odpowiedniki niemieckich nazw geograficznych
Obejmuje polskie nazwy miejscowości, jednostek administracyjnych i krain (bez obiektów fizjograficznych) w Niemczech, Austrii i Szwajcarii. Niemieckie nazwy polskich miejscowości znajdują się w osobnym artykule niemieckie nazwy polskich miejscowości.
Niektóre z niżej wymienionych nazw wyszły obecnie z użycia i należy je traktować wyłącznie w kategorii historycznej (nazwy te zapisano kursywą). Pozostałe, zalecane obecnie przez Komisję Standaryzacji Nazw Geograficznych poza Granicami Rzeczypospolitej Polskiej, pogrubiono.

## A
- Akwizgran, Akwisgran[2]: Aachen (miejscowość, Niemcy)
- Argowia: Aargau (jedn. admin., Szwajcaria)

## B
- Badenia: Baden (kraina hist., Niemcy)
- Badenia-Wirtembergia: Baden-Württemberg (jedn. admin., Niemcy)
- Bamberga[3]: Bamberg (miejscowość, Niemcy)
- Bardo[4]: Barth (miejscowość, Niemcy)
- Barść[5]: Forst (miejscowość, Niemcy)
- Bawaria, Bawarya[6]: Bayern (jedn. admin., kraina hist., Niemcy)
- Bazylea; Bazyleja[7]: Basel (miejscowość, jedn. admin., Szwajcaria)
- Bazylea-Miasto: Basel Stadt (jedn. admin., Szwajcaria)
- Bazylea-Okręg: Basel Landschaft (jedn. admin., Szwajcaria)
- Berno: Bern (miejscowość, jedn. admin., Szwajcaria)
- Bezków; Bieżków: Beeskow (miejscowość, Niemcy)
- Biała Woda: Weißwasser/Oberlausitz (miejscowość, Niemcy)
- Biała Góra[8]: Belgern (miejscowość, Niemcy)
- Biała Góra[4]: Wittenberge (miejscowość, Niemcy)
- Bińce[4]: Binz (miejscowość, Niemcy)
- Biskupice: Bischofswerda (miejscowość, Niemcy)
- Bieżków → Bezków
- Boczów: Oranienburg (miejscowość, Niemcy)
- Bogbór: Hamburg (miejscowość, Niemcy)
- Braliń, Berolin: Berlin (miejscowość, Niemcy)
- Brandenburgia: Brandenburg (jedn. admin., kraina hist., Niemcy)
- Branibór → Brenna
- Bregencja: Bregenz (miejscowość, Austria)
- Brema: Bremen (miejscowość, jedn. admin., Niemcy)
- Brenna[8]; Branibór: Brandenburg (miejscowość, Niemcy)
- Branibór Nowy[4]: Neubrandenburg (miejscowość, Niemcy)
- Bród: Fürth (miejscowość, Niemcy)
- Brudzów: Brüssow (miejscowość, Niemcy)
- Brunszwik, Brunświk: Braunschweig (miejscowość, jedn. admin[9]., Niemcy)
- Bryzgowia: Breisgau (kraina hist., Niemcy)
- Brzeźnik: Friesack (miejscowość, Niemcy)
- Budziszów[4]: Bützow (miejscowość, Niemcy)
- Budziszyn: Bautzen (miejscowość, Niemcy)
- Bukowiec, Lubeka: Lübeck (miejscowość, Niemcy)

## C
- Celowiec[7]: Klagenfurt (miejscowość, Austria)
- Chociebuż: Cottbus (miejscowość, Niemcy)
- Chocków; Choćków: Gützkow (miejscowość, Niemcy)
- Chyżyn: Kessin (miejscowość, Niemcy)
- Ciecierów[4]: Teterow (miejscowość, Niemcy)
- Cieszyn[4]: Tessin (miejscowość, Niemcy)
- Cis[4]: Zinnowitz (miejscowość, Niemcy)
- Cisów: Thiessow (miejscowość, Niemcy)
- Czarnków[4]: Zarnekow (miejscowość, Niemcy)
- Czerwiszcze; Serbiszcze: Zerbst (miejscowość, Niemcy)

## Ć
- Ćwików, Świków: Zwickau (miejscowość, Niemcy)

## D
- Dessawa: Dessau (część miejscowości Dessau-Roßlau, Niemcy)
- Dębogóra[4]: Damgarten (część miejscowości Ribnitz-Damgarten, Niemcy)
- Dobrine Wielkie[5]: Döbern (miejscowość, Niemcy)
- Dobrogóra: Halle (Saale) (miejscowość, Niemcy)
- Dobryług[8]: Doberlug-Kirchhain (miejscowość, Niemcy)
- Dobrzyniec → Węgroujście
- Dolna Austria: Niederösterreich (jedn. admin., Austria)
- Dolna Bawaria: Niederbayern (jedn. admin., Niemcy)
- Dolna Frankonia: Unterfranken (jedn. admin., Niemcy)
- Dolna Saksonia: Niedersachsen (jedn. admin., Niemcy)
- Dolny Palatynat → Palatynat
- Drezno: Dresden (miejscowość, Niemcy)
- Dubc[5]: Daubitz (miejscowość, Niemcy)
- Dymin; Tymin[4]: Demmin (miejscowość, Niemcy)
- Dziewin[10], Dziewiń, Majdeburg[11]: Magdeburg (miejscowość, Niemcy)

## F
- Frankfurt nad Odrą: Frankfurt an der Oder (miejscowość, Niemcy)
- Frankonia: Franken (kraina hist., Niemcy)
- Fryburg: Freiburg (miejscowość, jedn. admin., Szwajcaria)
- Fryburg Bryzgowijski: Freiburg im Breisgau (miejscowość, Niemcy)
- Fryzja: Friesland (kraina, Niemcy)
- Fryzja Północna: Nordfriesland (kraina, Niemcy)
- Fryzja Wschodnia: Ostfriesland (kraina, Niemcy)
- Fryzynga: Freising (miejscowość, Niemcy)

## G
- Gardziec[8]; Gardziec Rugijski; Grodnica[4]: Garz auf Rügen (miejscowość, Niemcy)
- Gardziec Odrzański; Gardziszcze; Grodzisk[12]: Gartz (miejscowość, Niemcy)
- Geldrya[13], Geldria[14]: Geldern (jedn. admin., kraina hist., Niemcy, Holandia)
- Genewa: Genf (miejscowość, jedn. admin., Szwajcaria)
- Getynga: Göttingen (miejscowość, Niemcy)
- Gierałcice[15]: Neugersdorf (miejscowość, Niemcy)
- Gierzawa: Gera (miejscowość, Niemcy)
- Głowice[4]: Glewitz (miejscowość, Niemcy)
- Gnojno[4]: Gnoien (miejscowość, Niemcy)
- Golcz[4]:Goldberg (miejscowość, Niemcy)
- Gorzyce: Göritz (miejscowość, Niemcy)
- Gota[7]: Gotha (miejscowość, Niemcy)
- Góra[4]: Bergen auf Rügen (miejscowość, Niemcy)
- Góra → Górzno
- Górna Austria: Oberösterreich (jedn. admin., Austria)
- Górna Bawaria: Oberbayern (jedn. admin., Niemcy)
- Górna Frankonia: Oberfranken (jedn. admin., Niemcy)
- Górny Palatynat: Oberpfalz (jedn. admin., kraina hist., Niemcy)
- Górzno[4]; Góra: Göhren (miejscowość, Niemcy)
- Grabów[4]:Grabow (miejscowość, Niemcy)
- Grodnica → Gardziec
- Grodziec: Graz (miejscowość, Austria)
- Grodzisk → Gardziec Odrzański
- Grąbczów[12]: Gramzow (miejscowość, Niemcy)
- Grązy[4]: Gransee (miejscowość, Niemcy)
- Grobia: Grobe (miejscowość, Niemcy)
- Gródek: Spremberg (miejscowość, Niemcy)
- Grójcz; Grójec[10]: Groitzsch (miejscowość, Niemcy)
- Gryfia[8]: Greifswald (miejscowość, Niemcy)
- Gryzonia: Graubünden (jedn. admin., Szwajcaria)
- Grzymie[4]: Grimmen (miejscowość, Niemcy)
- Gubin[5]: Guben (miejscowość, Niemcy)
- Gwiazdów[4]: Sternberg (miejscowość, Niemcy)

## H
- Hanower: Hannover (miejscowość, jedn. admin[9]., kraina hist., Niemcy)
- Hesja: Hessen (jedn. admin., kraina hist., Niemcy)
- Hesja Nadreńska: Rheinhessen (kraina hist., Niemcy)
- Hesja Nadreńska-Palatynat[9]: Rheinhessen-Pfalz (jedn. admin., Niemcy)
- Hobolin: Havelberg (miejscowość, Niemcy)
- Holsztyn: Holstein (kraina hist., Niemcy)

## J
- Jarobród: Erfurt (miejscowość, Niemcy)
- Jaromin[4]: Jarmen (miejscowość, Niemcy)
- Jasiennik: Jatznick (miejscowość, Niemcy)
- Jenawa: Jena (miejscowość, Niemcy)
- Jińszcz[4]: Gingst (miejscowość, Niemcy)

## K
- Kaława: Calau (miejscowość, Niemcy)
- Kamienica Saska: Chemnitz (miejscowość, Niemcy)
- Kamieniec: Kamenz (miejscowość, Niemcy)
- Karyntia: Kärnten (jedn. admin., kraina hist., Austria)
- Kcynia: Eggesin (miejscowość, Niemcy)
- Kilonia: Kiel (miejscowość, Niemcy)
- Kliwiia, Kliwia[16]: Kleve (miejscowość, Niemcy)
- Koblencja, Koblenc[17]: Koblenz (miejscowość, jedn. admin[9]., Niemcy)
- Kolno, Kolonia: Köln (miejscowość, jedn. admin., Niemcy)
- Komorów; Komarów Zły; Złokomorów: Senftenberg (miejscowość, Niemcy)
- Konstancja, Kostnica[18]: Konstanz (miejscowość, Niemcy)
- Kopanica[8]; Kopnik; Kopanik: Köpenick (dzielnica Berlina, Niemcy)
- Kosków: Casekow (miejscowość, Niemcy)
- Kraków[4]: Krakow am See (miejscowość, Niemcy)
- Krzemień: Kremmen (miejscowość, Niemcy)
- Krzywice[4]: Crivitz (miejscowość, Niemcy)
- Kujawice → Pianoujście
- Kwedlinburg: Quedlinburg (miejscowość, Niemcy)
- Kwerfurt: Querfurt (miejscowość, Niemcy)

## L
- Leśnowola: Bad Freienwalde (Oder) (miejscowość, Niemcy)
- Lemgów[19]: ??? (miejscowość, (Westfalia) Niemcy)
- Licheń[4]: Lychen (miejscowość, Niemcy)
- Lipsk: Leipzig (miejscowość, Niemcy)
- Lozanna: Lausanne (miejscowość, Szwajcaria)
- Lubicz: Lübz (miejscowość, Niemcy)
- Lubin: Lübben (Spreewald) (miejscowość, Niemcy)
- Lubomin[4]: Lubmin (miejscowość, Niemcy)
- Lubnów: Lübbenau (miejscowość, Niemcy)
- Lubusz: Lebus (miejscowość, Niemcy)
- Lucerna: Luzern (miejscowość, jedn. admin., Szwajcaria)

## Ł
- Ławno[4]: Laage (miejscowość, Niemcy)
- Łączyn: Lenzen (miejscowość, Niemcy)
- Łęknica: Löcknitz (miejscowość, Niemcy)
- Łozice; Łozica[4]: Loitz (miejscowość, Niemcy)
- Łuków: Luckau (miejscowość, Niemcy)
- Łużyce: Lausitz (kraina, Niemcy)
- Dolne Łużyce: Niederlausitz (kraina, Niemcy)
- Górne Łużyce: Oberlausitz (kraina, Niemcy)

## M
- Malechów[4]: Malchow (miejscowość, Niemcy)
- Małkinia[4]: Malchin (miejscowość, Niemcy)
- Meklemburg, Meklenburg[19]: Mecklenburg (miejscowość, Niemcy)
- Meklemburgia: Mecklenburg (kraina, Niemcy)
- Meklemburgia-Pomorze Przednie; Meklemburgia-Przedpomorze: Mecklenburg-Vorpommern (jedn. admin., Niemcy)
- Miłoradz: Müllrose (miejscowość, Niemcy)
- Mogucz, Moguncja: Mainz (miejscowość, Niemcy)
- Mnichów, Monachium: München (miejscowość, Niemcy)
- Monastyr, Monaster[19]: Münster (miejscowość, Niemcy)
- Morzyce[4]: Müritz (część miasta Graal-Müritz, Niemcy)
- Mülheim nad Renem[7]: Mülheim (dzielnica Kolonii, Niemcy)
- Mużaków[5]: Bad Muskau (miejscowość, Niemcy)
- Muszyn[20], Myszna[19], Misnia[19], Miśnia, : Meißen (miejscowość, Niemcy)

## N
- Nadrenia: Rheinland (kraina hist., Niemcy)
- Nadrenia-Palatynat: Rheinland-Pfalz (jedn. admin., Niemcy)
- Nadrenia Północna-Westfalia: Nordrhein-Westfalen (jedn. admin., Niemcy)
- Nakło; Nakło[4]: Anklam (miejscowość, Niemcy)
- Norymberga, Nurymberga[19]: Nürnberg (miejscowość, Niemcy)
- Nowe: Nauen (miejscowość, Niemcy)

## O
- Odrzycko: Oderberg (miejscowość, Niemcy)
- Offenbach nad Menem[7]: Offenbach am Main (miejscowość, Niemcy)
- Ołogoszcz → Wołogoszcz
- Orle: Werle (miejscowość, Niemcy)
- Ostrożno: Wusterhausen (miejscowość, Niemcy)
- Ostrów[4]: Güstrow (miejscowość, Niemcy)
- Ostrów[4]: Wusterhusen (miejscowość, Niemcy)
- Ostrów[4]: Wustrow (miejscowość koło Neustrelitz, Niemcy)
- Otok: Groß Wudicke (miejscowość, Niemcy)

## P
- Palatynat, Palatynat Reński, Palatinat[21]; Dolny Palatynat: Pfalz (kraina hist., Niemcy)
- Pasawa: Passau (miejscowość, Niemcy)
- Pasiwilk → Pozdawilk
- Perłów[4]: Perleberg (miejscowość, Niemcy)
- Pianoujście; Kujawice: Peenemünde (miejscowość, Niemcy)
- Picń[5]: Peitz (miejscowość, Niemcy)
- Pieńkuń: Penkun (miejscowość, Niemcy)
- Pławie[4]: Plau am See (miejscowość, Niemcy)
- Płonia: Plön (miejscowość, Niemcy)
- Poczdam, Postąpin: Potsdam (miejscowość, Niemcy)
- Podbórz[4]: Putbus (miejscowość, Niemcy)
- Podgrodzie: Putgarten (miejscowość, Niemcy)
- Podleszcze[4]: Putlitz (miejscowość, Niemcy)
- Pomorze: Pommern (kraina hist., Niemcy)
- Pomorze Przednie: Vorpommern (kraina hist., Niemcy)
- Postąpin → Poczdam
- Pozdawilk[4]; Pasiwilk: Pasewalk (miejscowość, Niemcy)
- Przecień: Prötzel (miejscowość, Niemcy)
- Przegnica: Prignitz (region, Niemcy)
- Przemysław[4]; Przęsław: Prenzlau (miejscowość, Niemcy)
- Przerów[4]: Prerow (miejscowość, Niemcy)
- Przestawilk[4]: Pritzwalk (miejscowość, Niemcy)
- Przewóz[4]: Altefähr (miejscowość, Niemcy)
- Przybór: Fürstenwalde/Spree (miejscowość, Niemcy)
- Przęsław → Przemysław
- Pustać Lüneburska: Lüneburger Heide (region, Niemcy)

## R
- Racibórz: Ratzeburg (miejscowość, Niemcy)
- Radogoszcz: Radegast (miejscowość, Niemcy)
- Raperswil[7]: Rapperswil (miejscowość, Szwajcaria)
- Ratnów: Rathenow (miejscowość, Niemcy)
- Rochelice: Rochlitz (miejscowość, Niemcy)
- Rostok[8]; Roztok[4]; Roztoka: Rostock (miejscowość, Niemcy)
- Rozbork[5]: Rothenburg (miejscowość, Niemcy)
- Roztok → Rostok
- Roztoka → Rostok
- Rybnica[4]: Ribnitz (część miejscowości Ribnitz-Damgarten, Niemcy)
- Ryńsk[4]: Rheinsberg (miejscowość, Niemcy)
- Rypin Nowy: Neuruppin (miejscowość, Niemcy)
- Rzepin: Rappin (miejscowość, Niemcy)
- Rzeźno, Ratisbona[6], Ratyzbona: Regensburg (miejscowość, Niemcy)

## S
- Saara: Saarland (jedn. admin., kraina hist., Niemcy)
- Sadniki: Zehdenick (miejscowość, Niemcy)
- Saksonia: Sachsen (jedn. admin., kraina hist., Niemcy)
- Saksonia-Anhalt: Sachsen-Anhalt (jedn. admin., Niemcy)
- Saska Szwajcaria, Szwajcaria Saksońska: Sächsische Schweiz (kraina, Niemcy)
- Sebnice: Sebnitz (miejscowość, Niemcy)
- Serbiszcze → Czerwiszcze
- Sianożęt[4]: Zingst (miejscowość, Niemcy)
- Skwierzyn → Zwierzyn
- Słupia nad Pianą: Stolpe (miejscowość, Niemcy)
- Słupno: Stolpen (miejscowość, Niemcy)
- Solnogród[10], Salisburg, Salcburg[6]: Salzburg (miejscowość, Austria)
- Solura: Solothurn (miejscowość, jedn. admin., Szwajcaria)
- Sośnica[4]: Sassnitz (miejscowość, Niemcy)
- Spira: Speyer (miejscowość, Niemcy)
- Stara Marchia: Altmark (kraina hist., Niemcy)
- Stare Warpno: Altwarp (miejscowość, Niemcy)
- Starków: Storkow (Mark)(miejscowość, Niemcy)
- Stargard: Oldenburg in Holstein (miejscowość, Niemcy)
- Straż Pańska: Herrnhut (miejscowość, Niemcy)
- Strażno: Strasburg (miejscowość, Niemcy)
- Strzała[8]; Strzelin[10]: Strehla (miejscowość, Niemcy)
- Strzałów[8]: Stralsund (miejscowość, Niemcy)
- Strzelce Nowe[4]: Neustrelitz (miejscowość, Niemcy)
- Strzelin → Strzała
- Styria: Steiemark (jedn. admin., kraina hist., Austria)
- Swarzyn → Zwierzyn
- Szafuza: Schaffhausen (miejscowość, jedn. admin., Szwajcaria)
- Szlezwik: Schleswig (miejscowość, kraina hist., Niemcy)
- Szlezwik-Holsztyn: Schleswig-Holstein (jedn. admin., Niemcy)
- Szpandawa: Spandau (dzielnica)
- Sztutgart: Stuttgart
- Szwabia: Schwaben (jedn. admin., kraina hist., Niemcy)
- Szwajcaria Frankońska: Fränkische Schweiz (kraina, Niemcy)
- Szwajcaria Meklemburska: Mecklenburgische Schweiz (kraina, Niemcy)
- Szwajcaria Saksońska → Saska Szwajcaria

## Ś
- Środkowa Frankonia: Mittelfranken (jedn. admin., Niemcy)
- Świeć nad Odrą; Świeć[12], Świecie nad Odrą: Schwedt (miejscowość, Niemcy)
- Święty Ostrów[4]: Wustrow (miejscowość na półwyspie Fischland-Darß-Zingst, Niemcy)
- Święty Gall: Sankt Gallen (miejscowość, Szwajcaria)

## T
- Tęplin[4]: Templin (miejscowość, Niemcy)
- Trewir[22]: Trier (miejscowość, jedn. admin[9]., Niemcy)
- Trzebiatów nad Dołężą: Altentreptow (miejscowość, Niemcy)
- Trzebudzice[4]: Tribsees (miejscowość, Niemcy)
- Turgowia: Thurgau (jedn. admin., Szwajcaria)
- Turyngia: Thüringen (jedn. admin., kraina hist., Niemcy)
- Turzegłowy: Torgelow (miejscowość, Niemcy)
- Tybinga: Tübingen (miejscowość, jedn. admin., Niemcy)
- Tymin → Dymin
- Tyrol: Tirol (jedn. admin., kraina hist., Austria)
- Tyrol Wschodni: Osttirol (region, Austria)

## U
- Ujście Warnawy[4]: Warnemünde (część Rostocku, Niemcy)
- Uznam: Usedom (miejscowość, Niemcy)
- Utyń: Eutin (miejscowość, Niemcy)

## W
- Walezja[23]: Wallis (kraina hist., Szwajcaria)
- Warzno[4]: Waren (miejscowość, Niemcy)
- Warzyn[4]: Warin (miejscowość, Niemcy)
- Westfalia: Westfalen (kraina hist., Niemcy)
- Wettyn: Wettin (miejscowość, Niemcy)
- Węgroujście; Dobrzyniec: Angermünde (miejscowość, Niemcy)
- Wiedeń: Wien (miejscowość, jedn. admin., Austria)
- Wierzbno: Werben (Elbe) (miejscowość, Niemcy)
- Wik[4]: Wieck auf dem Darß (miejscowość, Niemcy)
- Wilków: Wolfsburg (miejscowość, Niemcy)
- Wircburg[6]: Wurzburg (miejscowość, Niemcy)
- Wirtembergia: Württemberg (kraina hist., Niemcy)
- Wittenberga: Wittenberg (miejscowość, Niemcy)
- Wkra[8]; Wkryujście, Wkroujście: Ueckermünde (miejscowość, Niemcy)
- Wochose[5]: Nochten (miejscowość, Niemcy)
- Wojerce; Wojrowice: Hoyerswerda (miejscowość, Niemcy)
- Wolimierz: Wolmirstedt (miejscowość, Niemcy)
- Wołogoszcz[8]; Ołogoszcz[4]: Wolgast (miejscowość, Niemcy)
- Wormacja: Worms (miejscowość, Niemcy)
- Wrzecień: Wriezen (miejscowość, Niemcy)
- Wurcin[8]: Wurzen (miejscowość, Niemcy)
- Wysoka[4]: Wittstock (miejscowość, Niemcy)
- Wyszomierz[4]: Wismar (miejscowość, Niemcy)

## Z
- Zagrodzie: Sagard (miejscowość, Niemcy)
- Zające[4]: Sanitz (miejscowość, Niemcy)
- Zgorzelec[5], Zgorzelice: Görlitz (miejscowość, Niemcy)
- Zieleń[4]: Sellin (miejscowość, Niemcy)
- Złokomorów → Komorów
- Zurych: Zürich (miejscowość, jedn. admin., Szwajcaria)
- Zwań[4]: Schwaan (miejscowość, Niemcy)
- Zwierzyn[4]; Swarzyn; Skwierzyn: Schwerin (miejscowość, Niemcy)

## Ż
- Żelazowa Huta: Eisenhüttenstadt (miejscowość, Niemcy)
- Życz → Żytyce
- Żytawa: Zittau (miejscowość, Niemcy)
- Żytyce; Życz[10]: Zeitz (miejscowość, Niemcy)